# NGC 117
NGC 117 је лентикуларна галаксија у сазвежђу Кит која се налази на NGC листи објеката дубоког неба.
Деклинација објекта је + 1° 20' 3" а ректасцензија 0h 27m 10,9s. Привидна величина (магнитуда) објекта NGC 117 износи 14,5 а фотографска магнитуда 15,4. NGC 117 је још познат и под ознакама MCG 0-2-29, CGCG 383-15, PGC 1674.